# Ploceus castanops
Ploceus castanops е вид птица от семейство Ploceidae.

## Разпространение
Видът е разпространен в Бурунди, Демократична република Конго, Кения, Руанда, Танзания и Уганда.